# 富斑尾鯙
富斑尾鯙，輻鰭魚綱鰻鱺目鯙亞目鯙科的其中一種，分布於東太平洋區的墨西哥及加拉巴哥群島海域，棲息深度可達35公尺，體長可達72公分，為底棲性魚類，生活在珊瑚礁區，屬肉食性，生活習性不明。

## 擴展閱讀
維基物種上的相關：富斑尾鯙